# Château de la Bâtiaz
Pour les articles homonymes, voir Château de la Bâtie.
Le château de la Bâtiaz se trouve à Martigny dans le canton du Valais en Suisse. 

## Histoire

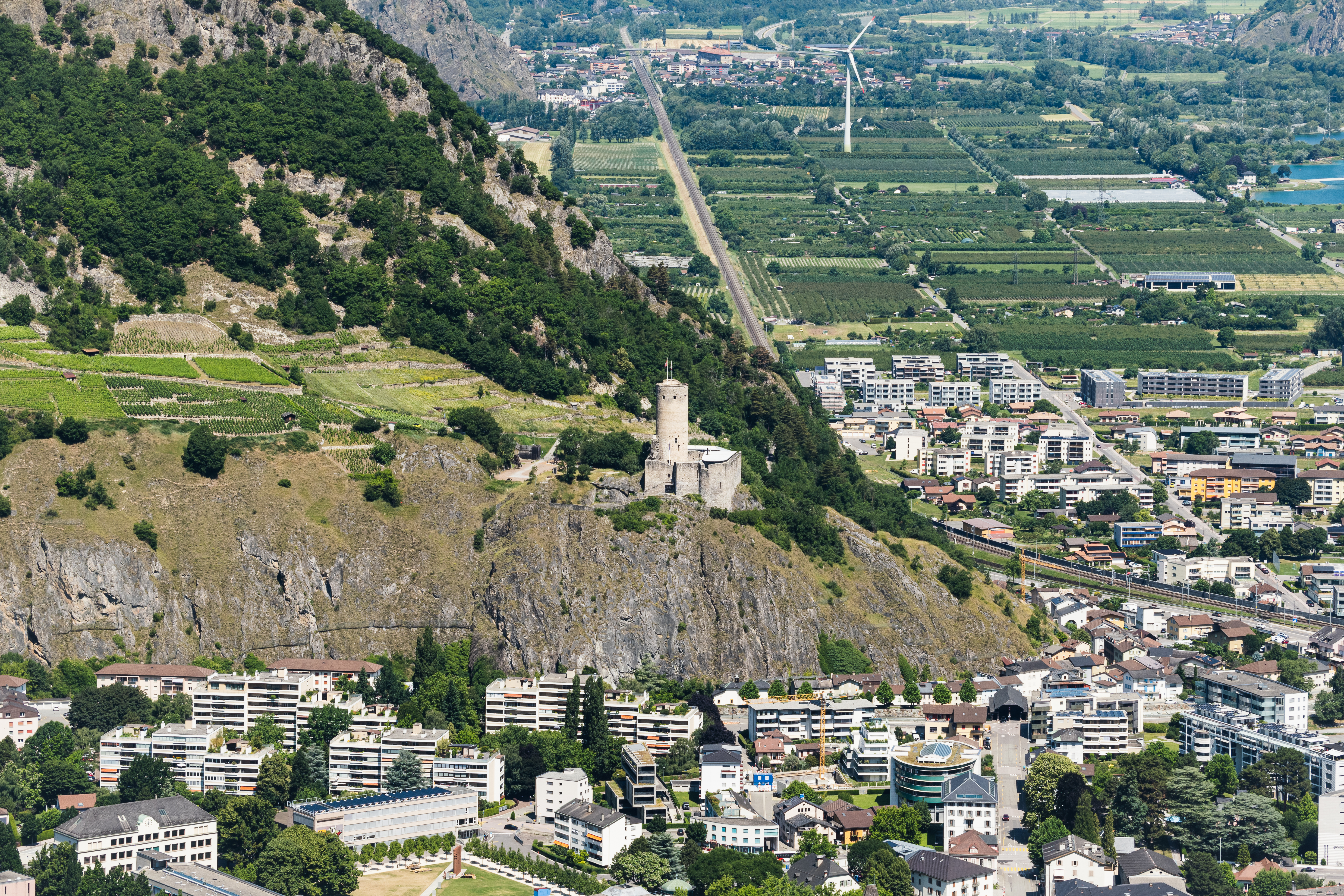
Le château de la Bâtiaz vu depuis Chemin-Dessous.

Construit certainement sur ordre de Landrit de Mont, évêque de Sion, aux alentours du XIIIe siècle, le château de la Bâtiaz tire son nom de bastida (la forteresse) et remplaça la forteresse de la Crête établie plus loin à Martigny-Bourg. Situé à un endroit stratégique, il permettait de contrôler l'important passage du Grand-Saint-Bernard qui assurait une partie des échanges entre le nord et le sud des Alpes. L'avancée du comté de Savoie en Valais obligea les seigneurs de Martigny à ériger une forteresse afin de bloquer les Savoyards au niveau du coude formé par la vallée à Martigny. 
Le comte Pierre II de Savoie déclara la guerre à l'épiscopat de Martigny après le milieu du XIIIe siècle et s'appropria le château de la Bâtiaz ainsi que la forteresse de la Crête qui allait être abandonnée quelques années plus tard. Le comte fit construire entre 1260 et 1268 l'imposante tour ronde encore visible au milieu des ruines du château. Le château passa ensuite entre les mains de la principauté épiscopale de Sion qui procéda à divers travaux dans la forteresse.
Mais les nouvelles ambitions de la noblesse savoyarde au XIVe siècle changèrent la situation. La région située de Sion jusqu'en Bas-Valais devint la propriété de la Savoie alors que le Haut-Valais resta, au terme d'une alliance, un territoire des évêques de Sion. Les guerres de Bourgogne modifièrent significativement les différentes forces en présence. Les Valaisans, alliés des Confédérés, empêchèrent les renforts en provenance de Milan de se déplacer vers le nord de la Suisse. Ils repoussèrent les limites du duché de Savoie et s'emparèrent du château de la Bâtiaz qui avait été dégradé durant les combats. Par la suite, le conflit entre Georges Supersaxo et Matthieu Schiner et le climat de guerre civile aboutit à l'incendie du château en 1518, une opération menée par des hommes de Supersaxo.
Il n'a jamais été reconstruit mais ses ruines sont encore en bon état après une restauration (1980). Il peut être visité en dehors de la saison hivernale, avec notamment des démonstrations de tir par des machines de siège. On peut y voir six machines : un mangonneau à roues de carrier, un mangonneau, un couillard, une bricole, un trébuchet ainsi qu'une bombarde. L'accès au sommet de la tour est possible pendant la belle saison (printemps, été et début de l'automne).